# 18243 Gunn
18243 Gunn è un asteroide della fascia principale. Scoperto nel 1973, presenta un'orbita caratterizzata da un semiasse maggiore pari a 2,2424311 UA e da un'eccentricità di 0,0934724, inclinata di 6,87404° rispetto all'eclittica.
L'asteroide è dedicato all'astronomo statunitense James Edward Gunn.